# Much Loved
Pour plus de détails, voir Fiche technique et Distribution.
Much Loved est un film franco-marocain réalisé par Nabil Ayouch, sorti en 2015.
Le film a été interdit de projection au Maroc pour outrage à la morale et portant préjudice au pays.

## Synopsis
À l'époque actuelle, Noha, Randa, Soukaina et Hlima vivent d'amours tarifés à Marrakech. Objets de désirs inavoués dans la société marocaine, elles décrivent à l'aide du langage de la prostitution leur vie de tous les jours, allant des pseudos relations amoureuses avec des Européens à la prostitution institutionnalisée avec les Saoudiens, en passant par la corruption policière sans masquer les problèmes sociétaux comme les relations familiales où l'argent remplace l'amour filial. Tantôt joyeuses et complices mais aussi tristes et rejetées, elles pointent du doigt cette société qui les utilise et les avilit.

## Fiche technique
Sauf indication contraire, les informations mentionnées dans cette section peuvent être confirmées par la base de données cinématographiques IMDb,  présente dans la section « Liens externes ».
- Titre original : Much Loved
- Réalisation : Nabil Ayouch
- Scénario : Nabil Ayouch
- Musique : Mike Kourtzer
- Photographie : Virginie Surdej
- Montage : Damien Keyeux
- Production : Éric Poulet, Nabil Ayouch, Saïd Hamich
- Société de production : New District, Les Films du Nouveau Monde, Barney Production, Ali'n Productions
- Société de distribution : Pyramide Distribution (France)
- Pays d'origine :  France et  Maroc
- Langues originales : arabe et français[N 1]
- Durée : 105 minutes
- Dates de sorties :
  - France : 19 mai 2015 (Festival de Cannes) ; 16 septembre 2015 (sortie nationale)
  - Allemagne : 25 juin 2015 (Festival de Munich)
  - Canada : 16 septembre 2015 (Festival de Toronto)
  - Belgique : 14 octobre 2015
  - Tunisie : 26 novembre 2015 (JCC) ; 13 janvier 2016 (sortie nationale)
- Classifications :
  - Maroc : interdit le 25 mai 2015[1]
  - Allemagne : interdit aux -18 ans[2].

## Distribution
Sauf indication contraire, les informations mentionnées dans cette section peuvent être confirmées par la base de données cinématographiques IMDb,  présente dans la section « Liens externes ».
- Loubna Abidar : Noha
- Asmaa Lazrak : Randa
- Halima Karaouane : Soukaina
- Sara Elmhamdi Elalaoui : Hlima
- Abdellah Didane : Saïd, le chauffeur
- Danny Boushebel : Ahmad
- Aytl Jensen
- Carlo Brandt

## Interdiction au Maroc
À la suite de sa présentation à la Quinzaine des réalisateurs du festival de Cannes, Much Loved a été interdit de projection au Maroc, le ministère de la communication ayant jugé que l'œuvre comportait un « outrage grave aux valeurs morales et à la femme marocaine, et une atteinte flagrante à l'image du royaume ». Ensuite, des rushes ont été volés et diffusés sur internet ce qui a causé plus de réactions hostiles. Les rushes incluent une scène explicite d'une Loubna Abidar effectuant une fellation à un homme.
Le film a été particulièrement vilipendé dans les milieux islamistes : un cheikh salafiste a notamment appelé à traduire le réalisateur Nabil Ayouch en justice pour avoir porté atteinte « aux mœurs et à l'intégrité morale des Marocains ». Une association a par ailleurs annoncé son intention de porter plainte contre le réalisateur et l'actrice principale Loubna Abidar pour avoir nui à l'image de Marrakech et plus largement à celle du Maroc.
Nabil Ayouch, qui se dit victime d'une campagne d'« hystérie collective », accompagnée de menaces de mort contre lui et ses actrices, déclare avoir voulu, dans son film, « donner la parole à ces femmes qui souffrent ». Il souligne que son intention n'était pas de nuire à l'image du Maroc mais d'aborder un problème social : « la prostitution est autour de nous et au lieu de refuser de la voir, il faut essayer de comprendre comment des femmes qui ont eu un parcours difficile ont pu en arriver là ». En novembre 2015, l'actrice principale Loubna Abidar est victime d'une agression. Elle décide ensuite de s'expatrier en France pour garantir sa sécurité.

## Distinctions
- Festival de Cannes 2015 : sélection Quinzaine des réalisateurs[7]
- Festival du film francophone d'Angoulême 2015 : Valois d'or (récompense principale du festival) et Valois de la meilleure actrice pour Loubna Abidar[8]
- Festival international du film francophone de Namur 2015 : Bayard d'or de la meilleure comédienne pour Loubna Abidar
- Césars 2016 : nomination au César de la meilleure actrice pour Loubna Abidar
- Trophées francophones du cinéma 2016 : Trophée francophone de l'interprétation féminine pour Loubna Abidar